# Molinaccio (Lonate Pozzolo)
Il Molinaccio o Molinazzo è stato un mulino situato nel comune Lonate Pozzolo (VA) lungo la Gora Molinara a circa 2400 metri a sud del Ponte di Oleggio.

## Storia
La prima costruzione del Molinazzo risale al XVII secolo, dove venne costruito tra due rami della Roggia Molinara lungo la sponda lombarda della valle del Ticino. In questo luogo era presente un isolotto che tra il '700 e l'800 raggiunse la dimensione di 130 metri di lunghezza e 80 metri di larghezza.
All'inizio del XX secolo le ruote a sinistra vennero sostituite con una turbina verticale che riusciva a muovere 50 telai per la lavorazione cotone, mentre dal 1939 aziona anche un generatore di corrente alimentante delle pompe di irrigazione.
In seguito, l'edificio venne trasformato in un'azienda, aggiungendo un fabbricato parallelo ad est e chiudendo il ramo sinistro della roggia. Ad oggi il Molinazzo non viene più utilizzato come mulino, infatti l'edificio più antico è stato convertito a stalla, mentre quello più recente è adibito ad abitazione.

## Descrizione
L'edificio è di circa 25 metri di lunghezza e 8 di larghezza, a cui vanno aggiunti due piccoli edifici, uno sull'isolotto e l'altro a est della roggia. A nord ci sono i nervili da cui entra l'acqua, mentre le ruote sono due lati.